# بياتريس إدوج
بياتريس إدوج (بالفرنسية: Béatrice Edwige)‏
```
مواليد 
3 أكتوبر
 
1988
 في 
باريس
، هي لاعبة 
كرة يد
 فرنسية تلعب كمحور. مثلت 
منتخب فرنسا لكرة اليد للسيدات
. شاركت في دورة 
الألعاب الأولمبية الصيفية
 سنة 2016.
[
2
]
```

## سجل المنافسة
شاركت في البطولات التالية:
- الألعاب الأولمبية الصيفية 2016
- بطولة العالم لكرة اليد للسيدات 2015
- بطولة أوروبا لكرة اليد للسيدات 2016

## الميداليات
| الميدالية | المسابقة                            |
| --------- | ----------------------------------- |
| فضية      | الألعاب الأولمبية الصيفية 2016      |
| برونزية   | بطولة أوروبا لكرة اليد للسيدات 2016 |

## روابط خارجية
- بياتريس إدوج على موقع الاتحاد الأوروبي لكرة اليد (الإنجليزية)
- بياتريس إدوج على موقع اللجنة الأولمبية الدولية (الإنجليزية)
- بياتريس إدوج على موقع أوليمبيديا (الإنجليزية)
- بياتريس إدوج على موقع اللجنة الأولمبية الفرنسية (مؤرشف) (الفرنسية)